# Bruno Liljefors
Bruno Andreas Liljefors (Uppsala, 14 maggio 1860 – Stoccolma, 18 dicembre 1939) è stato un pittore svedese.
Considerato il più importante pittore di animali svedese vissuto fra il XIX e il XX secolo, Liljefors ritrasse numerose scene che hanno come protagonisti animali che cacciano, senza però esasperarne gli aspetti più crudi e violenti, e anzi colmandole di sentimentalismo.

## Biografia
Liljefors nacque ad Uppsala, in Svezia. I suoi genitori erano Anders Liljefors e Maria Margareta Lindbäck, ed era fratello del compositore e direttore d'orchestra Ruben Liljefors (1871-1936). Bruno Liljefors frequentò la Katedralskolan di Uppsala per sei anni, e la Reale Accademia delle Belle Arti dal 1879 al 1882. Dal 1882 al 1883, Liljefors fece una vacanza studio che toccò le città di Düsseldorf, Baiern, Venezia, Firenze, Napoli, Roma e Parigi. Rimase per un certo periodo anche a Grez-sur-Loing, ove fece la conoscenza della locale colonia di artisti scandinavi, che ispirò il suo stile pittorico. Nel 1886, Liljefors divenne membro della Konstnärsförbundet ("unione degli artisti"), che si opponeva ai principi dell'Accademia svedese. Dal 1888 al 1889, l'artista insegnò all'Akademin Valand di Göteborg.
Nel 1887, Liljefors sposò Anna Olivia Olofsson (1864-1947). I due divorziarono nel 1895, anno in cui il pittore sposò Signe Adolfina Helena Olofsson (1871-1944), sorella minore di Olivia. Risiedette ad Uppsala fino all'estate del 1894, quando decise di cambiare residenza presso l'arcipelago di Stoccolma. Dal 1905 fino al 1917, egli visse nel villaggio di Ytterjärna, nel Södermanland, e dal 1917 a Österbybruk, nell'Uppland. Liljefors   fondò uno studio a Österbybruk, dove visse e operò tra il 1917 e il 1932.
Nel corso degli ultimi anni dell'Ottocento, il suo stile di vita appartato sembrò riversarsi nella sua arte, che iniziò a divenire più introspettiva. Trascorse gli ultimi decenni della sua esistenza in povertà, e nel 1925 soffrì di una forte nevralgia facciale. Dopo essere rimasto per alcuni anni a Stoccolma dal 1932, Liljefors visse a Kungsholmen (Stoccolma). Gli ultimi due anni della sua vita li trascorse invece ad Uppsala. Liljefors morì a Stoccolma nel 1939, e fu sepolto nel cimitero vecchio di Uppsala.

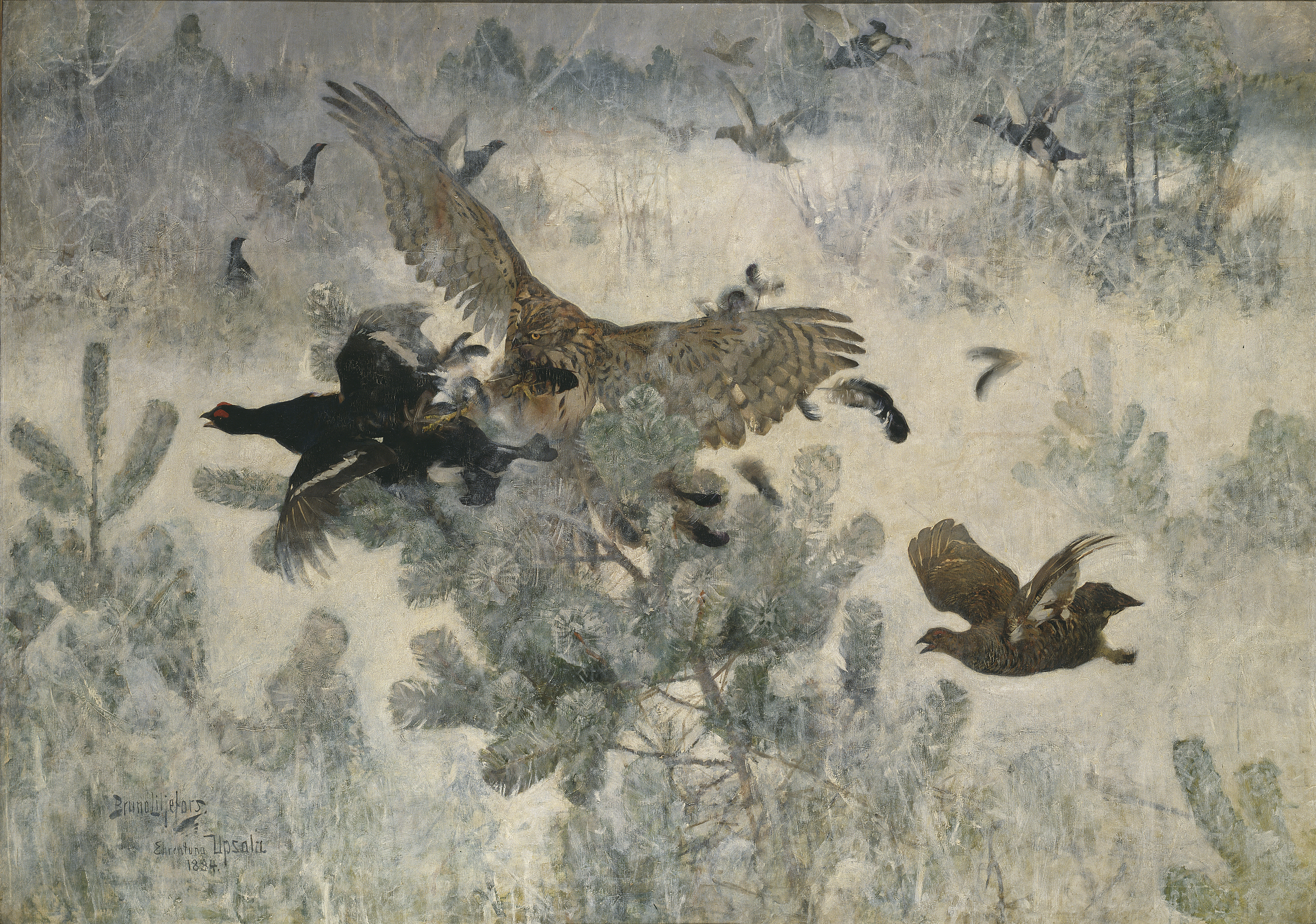
Duvhök och orrar (1883-4)
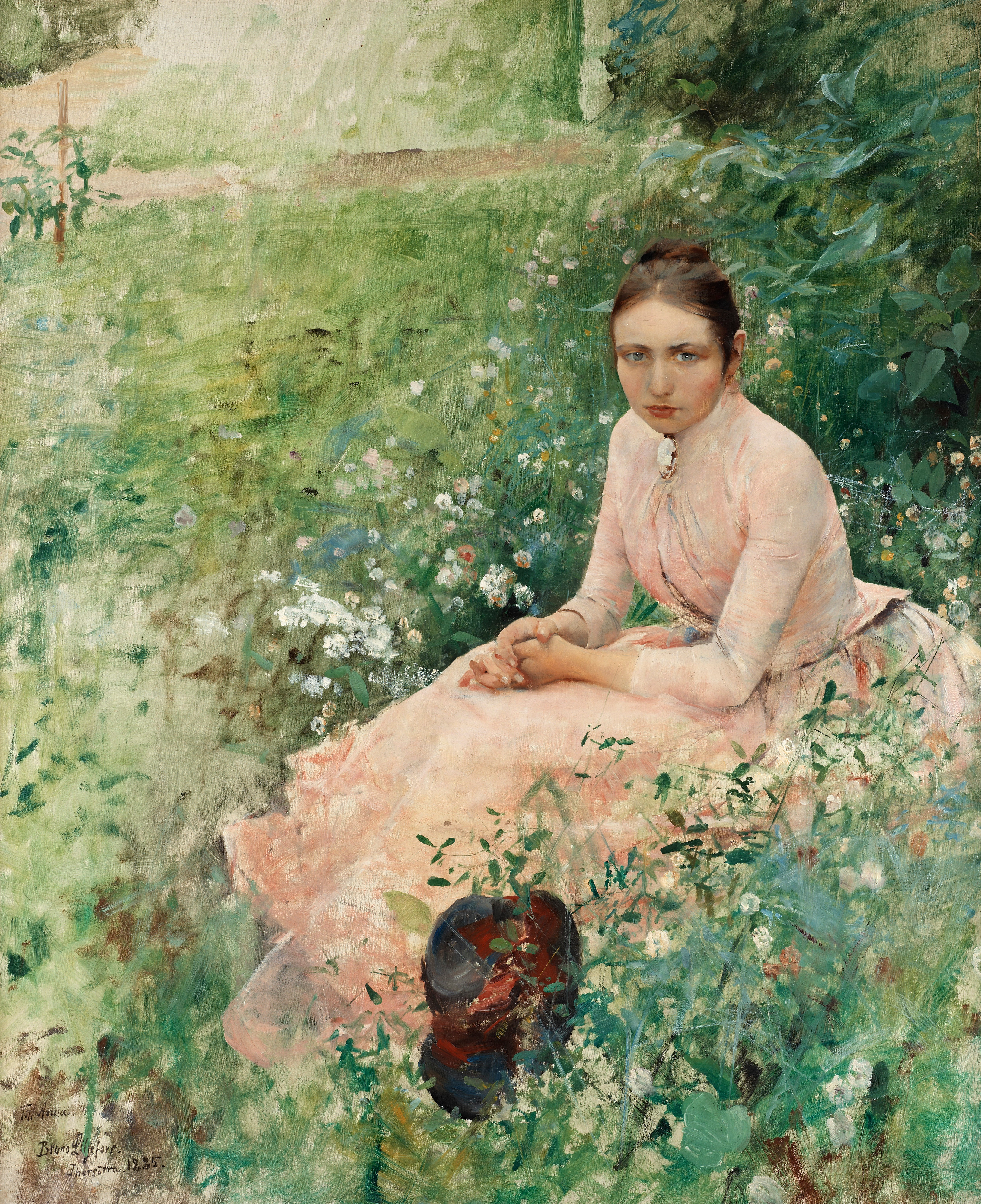
Anna (1885)
Rävar (1885)
Tjuvskytt (1894)
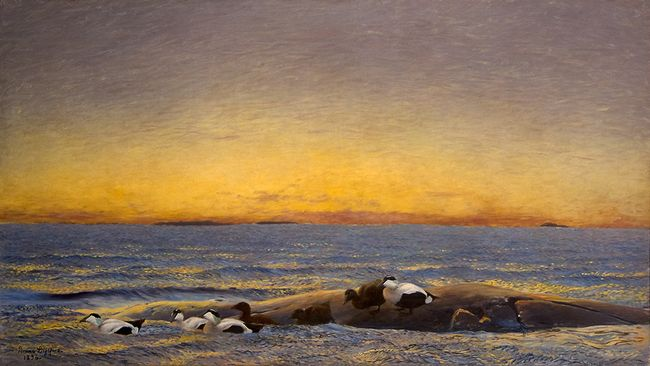
Morgonstämning vid havet (1896)
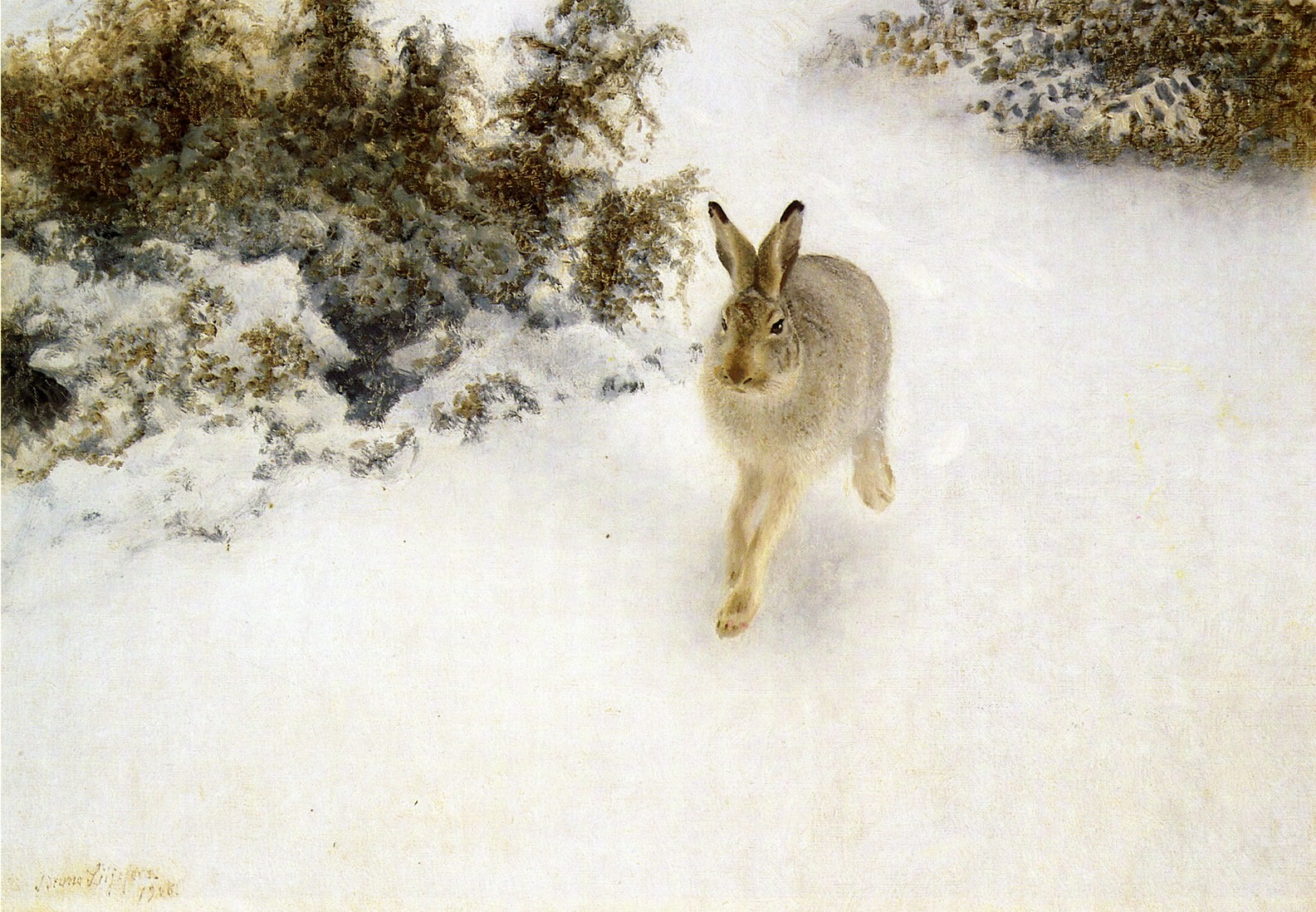
Vinterhare (1908)